# لوئیس سوارز (بازیکن فوتبال آرژانتین)
لوئیس سوارز (اسپانیایی: Luis Suárez‎؛ ۱۵ ژوئیهٔ ۱۹۳۸ – ۲۰ ژوئن ۲۰۰۵) بازیکن فوتبال اهل آرژانتین بود.

## باشگاهی
از باشگاه‌هایی که در آن بازی کرده‌است می‌توان به باشگاه فوتبال اتلتیکو هوراکان اشاره کرد.

## تیم ملی
وی همچنین در تیم ملی فوتبال آرژانتین بازی کرده‌است.